# Woodill Motor
Die Woodill Motor Company, Inc. war ein US-amerikanischer Automobilhändler und -hersteller, der in Downey (Kalifornien) ansässig war. Gründer und Eigentümer war Blanchard Robert „Woody“ Woodill. Verkauft wurden zunächst Autos der Marken Dodge und Willys.

## Woodill Wildfire

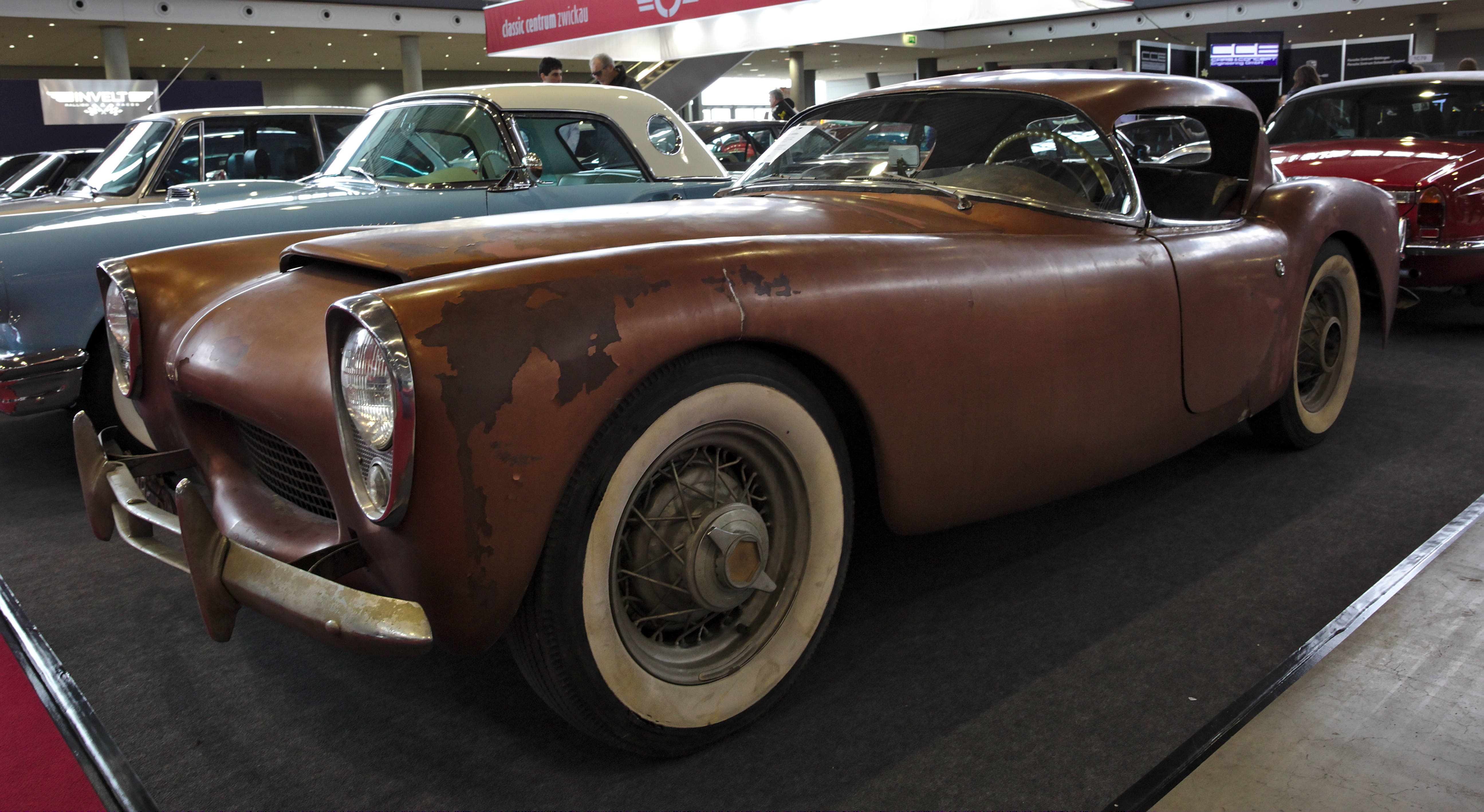
Woodill Wildfire aus dem Jahr 1955 auf den Retro Classics 2018

Das zwischen 1952 und 1956 hergestellte Modell Wildfire ist ein zweisitziger Roadster und einziges Fahrzeugmodell der Marke. Es hat eine GFK-Karosserie von Glasspar, das als erstes Unternehmen solche Aufbauten zum Preis von US$ 650 zum Nachrüsten auf ältere Fahrgestelle anbot. Woodill war der erste Hersteller, der die Karosserie für einen Serienwagen verwendete und 100 Stück in leicht abgeänderter Form bestellte. Damit gilt der Woodill Wildfire als erstes komplettes GFK-Automobil, noch vor der Chevrolet Corvette oder dem Kaiser Darrin.
Der Radstand betrug 2565 mm, die Gesamtlänge 4115 mm bei einem Leergewicht von ca. 810 kg. Angetrieben wurde der Wagen von einem seitengesteuerten Sechszylinder-Reihenmotor von Willys mit 2638 cm³ Hubraum, der 90 bhp (66 kW) bei 4200 min−1 abgab, jedoch war das Fahrzeug auch mit anderen Motoren nach Wahl des Käufers lieferbar. Der Wagen wurde mit einem manuellen Drei-Gang-Getriebe geliefert. Die Höchstgeschwindigkeit mit dem Willys-Motor lag bei 193 km/h.
Gebaut wurden ca. 300 Exemplare, davon nur 15 als fertige Fahrzeuge und 285 als Bausatz. Der Preis betrug USD 3263 bis USD 4500. Es gab auch ein Kinderauto namens Brushfire.
Die gleiche Karosserie verwendete Glasspar 1954–1955 für einen eigenen Roadster, den G-2 mit aufbereiteten V8-Motoren von Ford oder Mercury.